# Aphrodisium nikitai
Aphrodisium nikitai – gatunek chrząszcza z rodziny kózkowatych i podrodziny kózkowych (Cerambycinae).
Gatunek ten został opisany w 2017 roku przez Dimitrija Kuleszowa na podstawie samca odłowionego w 2014 roku..
Chrząszcz o ciele długości 29,7 mm i szerokości 8,7 mm, ubarwiony głównie brązowo z jasnobrązowymi czułkami i spodem tułowia, żółtymi stopami, wargą górną i odwłokiem oraz ciemnozielonym podbarwieniem na brązowych pokrywach. Głowa ma pomarszczone skronie oraz płytko, nieregularnie i gęsto punktowaną potylicę. Przedplecze jest silnie pomarszczone w części przedniej, a słabo w tylnej; żółte szczecinki porastają je gęściej niż u A. semiignitum. Punktowanie pokryw jest głębokie i rzadkie przy tarczce, rzadkie i zaokrąglone u wierzchołka oraz gęste i nieregularne w pozostałych częściach.
Gatunek endemiczny dla filipińskiego Luzonu, znany wyłącznie z gór Sierra Madre w prowincji Aurora.